# Mabel Island
Mabel Island (in Argentinien Islote Piragua) ist eine kleine Insel im Archipel der Südlichen Orkneyinseln. Sie liegt 2,5 km nordwestlich des Kap Mabel vor der Nordküste von Laurie Island.
Wissenschaftler der britischen Discovery Investigations kartierten sie im Jahr 1933 und benannten sie in Anlehnung an die Benennung des gleichnamigen Kaps. Dessen Namensgeber ist Agnes Mabel Kerr, Verlobte und spätere Ehefrau von Harvey Pirie, Chirurg und Geologe der Scottish National Antarctic Expedition (1902–1904) unter der Leitung von William Speirs Bruce. Die argentinische Namensgebung nach einer Piroge erfolgte deskriptiv in Anlehnung an die Form der Insel.